# 红角洲街道
红角洲街道是中华人民共和国江西省南昌市红谷滩区下辖的一个街道办事处。2022年7月7日，从卫东街道析出茶园街、云溪花园、龙岗花园、香域滨江、梧桐庄园、桥郡、九龙馨苑、站西花园、天悦、瑞城、 长云、祥荣、枫湖社区和岭北、双溪、云塘、润溪、长埔、黄佩村，从生米街道析出瑞都、悦城东、悦城西社区，设立红角洲街道，同时撤销红角洲管理处。

## 行政区划
红角洲街道下辖以下村级行政区划单位：
茶园街、云溪花园、龙岗花园、香域滨江、梧桐庄园、桥郡、九龙馨苑、站西花园、天悦、瑞城、 长云、祥荣、枫湖社区和岭北、双溪、云塘、润溪、长埔、黄佩村